# 2018년 동계 올림픽 몰타 선수단
몰타는 2018년 2월 9일부터 25일까지 대한민국 평창군에서 열린 제23회 동계 올림픽에 참가했다. 이번이 지난 대회에 이어 두번째 동계 올림픽 참가였고, 총 한 명의 여자 선수가 알파인스키 한 종목에 출전했다.

## 참가 선수
다음은 각 종목별 참가선수 현황이다.
| 종목       | 남자 | 여자 | 총합 |
| ---------- | ---- | ---- | ---- |
| 알파인스키 | 0    | 1    | 1    |
| 총합       | 0    | 1    | 1    |

## 대회 성적

### 알파인 스키
몰타에는 총 한 명의 선수 출전권이 배정됐으며 엘리즈 펠그랭 선수가 출전할 예정이다.
| 선수          | 세부 종목   | 1차 시기 | 1차 시기 | 2차 시기 | 2차 시기 | 합계 | 합계      |
| 선수          | 세부 종목   | 기록     | 순위     | 기록     | 순위     | 기록 | 최종 순위 |
| 엘리즈 펠그랭 | 여자 대회전 |          |          |          |          |      |           |
| 엘리즈 펠그랭 | 여자 회전   |          |          |          |          |      |           |